# Polyethylenimin
Polyethylenimin (Abk.: PEI) ist formal das Polymer des Aziridins, das auch als Ethylenimin bezeichnet wird. Sowohl beim Monomer als auch beim Polymer handelt es sich um sekundäre Amine und nicht um Imine.

## Molekülstruktur
Wenn Ethylenimin durch ringöffnende Polymerisation polymerisiert wird, entsteht allerdings ein stark verzweigtes Polymer-Molekül. Die Aminogruppen werden bei Zugabe von Wasser protoniert und so liegt es in wässriger Lösung als stark basisches Polykation vor.
Mit p-Toluolsulfonsäuremethylester als Initiator lassen sich 2-alkyl-substituierte 2-Oxazoline zu N-substituierten Polyethylenimin polymerisieren. Nach Verseifung entsteht daraus ein lineares Polyethylenimin.
Da es sich um ein Polymer handelt, ist eine Einstufung der Gefahrenklasse nur für eine bestimmte molare Masse und für eine bestimmte Zusammensetzung (hier Anteil primärer, sekundärer und tertiärer Amine) möglich. Generell gilt, dass je höher die molare Masse ist (also in diesem konkreten Fall, je mehr sekundäres Amin vorliegt), desto weniger reizend und gesundheitsschädlich ist das Produkt.

## Verwendung
Polyethylenimin wird u. a. als Fällmittel zur Aufbereitung von Zellextrakten genutzt. Hierbei fällt es auf Grund seiner Ladung in erster Linie die hoch negativ geladenen Nukleinsäuren, aber eventuell auch stark saure Proteine (besitzen viele negative Ladungen in Form von Carboxylatgruppen R–COO− auf ihrer Oberfläche) aus. Man kann daher PEI zur Klassentrennung von Nukleinsäuren und Proteinen einsetzen, vor allem weil Nukleinsäuren mit anderen Proteinreinigungsmethoden interferieren könnten.
Hochmolekulares PEI wird bei der Papierherstellung als Flockungs- und Retentionsmittel eingesetzt. Auch die Anwendung als Ionenaustauscher in der Wasseraufbereitung ist möglich.
Weitere Einsatzmöglichkeiten bieten sich beispielsweise bei der Transfektion von Nukleinsäuren, wie z. B. Plasmide oder siRNAs in humane oder murine Zellen, sowohl für in vivo als auch in vitro Transfektionen. Die Verwendung dieses synthetischen Polymers ist zudem eine günstige Alternative zu kommerziellen Transfektionsreagentien.